# YUME is VISION
「YUME is VISION」（ユメ イズ ヴィジョン）は、Base Ball Bearのインディーズ1枚目のシングル。

## 解説
- Base Ball Bearのインディーズ時代唯一のシングルである。
- 初回限定盤では、片面DVDにて「SAYONARA-NOSTALGIA」のMVとライブのドキュメンタリー（ライブドキュメント04）が収録されている。
- 2008年11月14日に、SPACE SHOWER MUSICより再発売された。(CDなどの表記はBLITZ PIA RECORDS)
- CDジャケットには、モデルの横山優貴が起用されている。

## 収録曲
- 全作詞・作曲：小出祐介、全編曲：Base Ball Bear
- インディーズベストアルバム『完全版「バンドBについて」』収録（#1‐#4）

1. YUME is VISION
  - 元々はアルバム『夕方ジェネレーション』に収録される予定であった。しかし、レコーディング前に堀之内がアルバイトで足を負傷してしまい、バスドラムを連打することができなくなったため、別の2曲が同作に収録されることとなった。
2. 君のスピード感
  - 関根から聴いた女の子の話が元になっている曲。
3. 東京ピラミッド
  - 製作当時の小出はアンダーグラウンドな雑誌に凝っており、そんな感じの曲が作りたいと思い作った曲だという。
4. ドッペルゲンガー・グラデュエーション
  - 小出が混沌としていた昔の自分からの「卒業」を意味して作った曲。

## MV
- 結成後2作目となるMVが存在する。CDジャケット同様、主演は横山優貴。
- 撮影地は大井町・池上本門寺周辺。ドラムス・堀之内大介の実家や、実母が登場している[1][2]。
- Base Ball BearのMVとしては珍しく、メンバー4人全員が役者として出演している。
- インディーズ作品のため、ミュージックビデオ集・映像版『バンドBについて』には収録されていない。